# Visy István
Vissy István (Baksa, 1906. augusztus 1. – Salzburg, 2000.  március 6.) magyar katona, olimpikon, lovasedző és lovaglótanár. Az 1936. évi nyári olimpia résztvevője a háromnapos lovastusa (military) versenyben indult. A háromnapos lovastusában 1936-ban és 1937-ben, míg díjugratásban 1942-ben magyar bajnok volt. Lovasedzőként az 1964. évi nyári olimpiai játékokon az Amerikai Egyesült Államok lovastusa csapatával ezüstérmes lett.

## Élete
Katonai hadapródiskolába járt. Felsőfokú tanulmányait a Magyar Királyi Honvéd Ludovika Akadémián végezte, ahol 1928-ban tüzér szakon szakon végzett. Tüzértisztként teljesített szolgálatot Pécsen. Itt kölcsönkapott lovakat készített fel és versenyeken is elindult. 1931-ben vezényelték az Örkénytáborban lévő Magyar Királyi Lovaglótanár-képző és Hajtóiskolába. A végzés után a tanárképzőben maradt, mint a válogatott keret tagja. Katonaként szolgált még Cegléden és Komáromban is.
Az  1936. évi nyári olimpiai játékokon Berlinben a háromnapos lovastusa során Legény nevű lova a lábát törte és feladták emiatt a versenyt. A lovat sérülése miatt még a helyszínen elaltatták. Felmérhetetlen veszteség volt maga a ló elvesztése is, de a magyar lovassport is nagy veszteséget szenvedett, hiszen ha csak végig megy a pályán a csapat aranyérmet szerezhetett volna. A csapat Endrődy Ágoston, Jankovich Lőrinc és ő, így a csapatversenyben helyezetlenül végzett, mivel bukásuk miatt nem értékelték az eredményüket.
A második világháborúban sebesülten került Ausztriába, ahol 1948 májusában angol hadifogságba esett. Az angol fogságban, lovastudását elismerve, mint lovastanár dolgozhatott. 1952-ben Milánóban, 1955-ben Salzburgban volt lovaglótanár. A római olimpián mutatták be az Amerikai Egyesült Államok Lovas Szövetsége elnökének, aki felkérte az államok lovastusa (military) csapata edzőjének. Náluk 1961 és 1975 között volt a csapat vezetője, majd 1977-ben nyugdíjba vonult. Ezután is közreműködött a lovasversenyek bírói testületében, kurzusokat és előadásokat tartott, szaktanácsokkal látta el a többek között a magyar lovastusa csapatot is. Edzői kvalitását mutatja, hogy az 1964-es olimpián ezüstérmet szerzett csapatával és további számtalan nemzetközi versenyen győztek tanítványai. Edzői munkásságával az USA lovassportjának világ színvonalra történő felhozásában elévülhetetlen érdemeket szerzett.
1975-ben végleg letelepült Salzburgban, de még 1981-ben és 1982-ben is cikkei jelentek meg a Lovassport és lótenyésztés című magyar lapban. A salzburgi Aigen temetőben helyezték örök nyugalomra.